# 1908 في روسيا
فيما يلي قوائم الأحداث التي وقعت خلال عام 1908 في روسيا.

## أحداث
- 30 يونيو – انفجار تونغوسكا

## مواليد

### مارس
- 17 مارس – بوريس بوليفوي

### أبريل
- 22 أبريل – إيفان يفريموف

### أغسطس
- 20 أغسطس – أناطولي فلاسوف فيزيائي روسي.
- 27 أغسطس – بوريس بيخوفسكي

### سبتمبر
- 2 سبتمبر – نيكولاي كوزيريف
- 3 سبتمبر – ليف بونترياغين
- 6 سبتمبر – فلاديمير كوتيلنيكوف

### أكتوبر
- 1 أكتوبر – فالنتين ايفانوف رياضياتي روسي.
- 6 أكتوبر – سيرجي سوبوليف رياضياتي روسي.
- 23 أكتوبر – إليا فرانك
- 30 أكتوبر – دميتري أوستينوف

## وفيات

### يناير
- 25 يناير – ميخائيل شيغورين (مواليد 1850)

### يونيو
- 21 يونيو – نيكولاي ريمسكي كورساكوف (مواليد 1844) ملحن روسي.

### سبتمبر
- 1 سبتمبر – ألكسندر كوركين (مواليد 1837) رياضياتي روسي.